# Башкирский (картофель)
Башкирский — сорт столового картофеля, выведенный в России.

## Происхождение
Сорт Башкирский создан селекционерами Башкирского научно-исследовательского института сельского хозяйства и ГНУ ВНИИ Картофельного хозяйства им. А. Г. Лорха из ботанических семян, полученных в 1991 году при скрещивании сорта Белоусовский и гибрида 289/82-3 из ВНИИКХ (Москва).
Включен в Государственный реестр селекционных достижений в 2007 году по Уральскому региону.

## Характеристика сорта
Сорт относится к ранним сортам столового назначения. Вегетационный период — от 60 до 80 дней.
Куст имеет среднюю высоту, побеги полупрямостоячие. Стеблей от 4 до 8. Лист от среднего до большого размера, зелёного цвета. Волнистость края сильная. Венчик крупный, красно-фиолетового цвета. Ягодообразование редкое.
Урожайность составляет 149—311 ц/га, что на 77 ц/га выше стандартов Жуковский Ранний и Лидер. Урожайность на 45-й день после полных всходов (первая копка) 94—187 ц/га, на уровне стандартов Алёна и Жуковский Ранний, на 55-й день (вторая копка) 168—214 ц/га, на уровне и на 36 ц/га выше стандартов Алёна и Лидер. Максимальная урожайность — 374 ц/га, на 92 ц/га выше стандарта Алёна (Курганская область).
Клубень овально-округлый с глазками средней глубины. Кожура гладкая, красная. Мякоть белая. Масса клубня 90—198 граммов.
Содержание крахмала 14,6—19,8 %%. Лёжкость 95 %. Устойчив к возбудителю рака картофеля, слабо поражался золотистой картофельной цистообразующей нематодой.
Сорт устойчив к засухе, эффективно использует запасы почвенной весенней влаги.
Особенностью сорта Башкирский является свойство «сбрасывать» с себя кладки яиц колорадского жука, так как у листьев этого растения сверхчувствительная реакция, и оно самостоятельно самоочищается от вредителей. Имеет высокий некрогенетический и ингибиторный барьер.